# マルゲリータ・デ・メディチ
マルゲリータ・デ・メディチ （Margherita de' Medici、1612年3月31日 - 1679年2月6日）は、パルマ公オドアルド1世・ファルネーゼの妃。
トスカーナトスカーナ大公コジモ2世・デ・メディチとマリーア・マッダレーナ・ダウストリアの次女として、フィレンツェで生まれた。

## 子女
オドアルドとの間に5子をもうけた。
- ラヌッチョ2世（1630年 - 1679年）
- アレッサンドロ（1635年 - 1689年） - スペイン領ネーデルラント総督（在任：1678年 - 1682年）

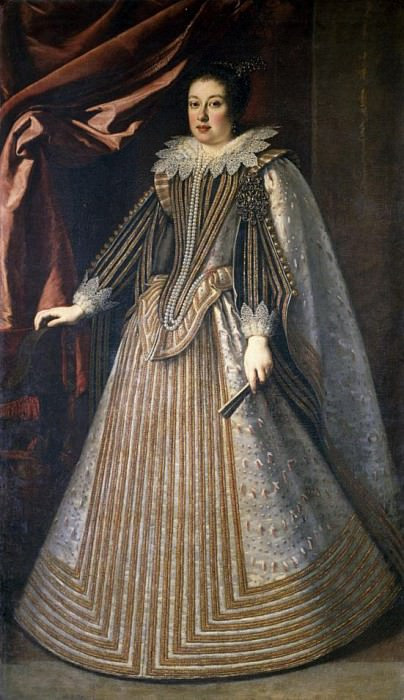
マルゲリータ・デ・メディチ

- オラツィオ（1636年 - 1656年）
- カテリーナ（1637年 - 1684年）
- ピエトロ（1639年 - 1677年）